# Accidente del Proof Spirit
El accidente del Proof Spirit fue un suceso que tuvo lugar el 3 de julio de 1997 en el puerto de Valencia, España en el que hubo dieciocho fallecidos y diez heridos. La catástrofe se produjo en el muelle Armamento de los astilleros de la Unión Naval de Levante. Cuando los operarios se encontraban realizando trabajos de soldaduras en la construcción del buque Proof Spirit, se produjo una fuga de gasóleo que junto con la chispa de un soplete, provocó la explosión.
Por aquel entonces, en el lugar solo existían dos líneas telefónicas, por lo que se hizo difícil, entre los congregados, ponerse en contacto con otros familiares que esperaban noticias desde sus domicilios, por lo que muchas personas recurrieron a los teléfonos móviles de los periodistas para confirmarles que los afectados no se encontraban en la lista de fallecidos para tranquilidad de estos.
Uno de los trabajadores declaró que "solo había una escalera para acceder al barco y salir del mismo, cuando debería haber habido más", por lo que la evacuación fue complicada.

## Barco
La construcción se inició el año anterior, y en él trabajaban alrededor de doscientas personas.
De 6.300 toneladas de peso muerto, el Proof Spirit ya había sido botado y se estaba procediendo a la carga del combustible para realizar las últimas pruebas. De acuerdo con el testimonio de uno de los trabajadores: "durante la carga de combustible, se rompió una brida, y el gasóleo empezó a esparcirse".